# Quercus hypoleucoides
Espèce
Classification phylogénétique
Répartition géographique
Quercus hypoleucoides est une espèce d'arbres du sous-genre Quercus et de la section Lobatae. L'espèce est présente au nord-ouest du Mexique et sud-ouest des États-Unis.
Son nom vernaculaire anglais est silverleaf oak.